# Jugador Mundial de la FIFA 2009

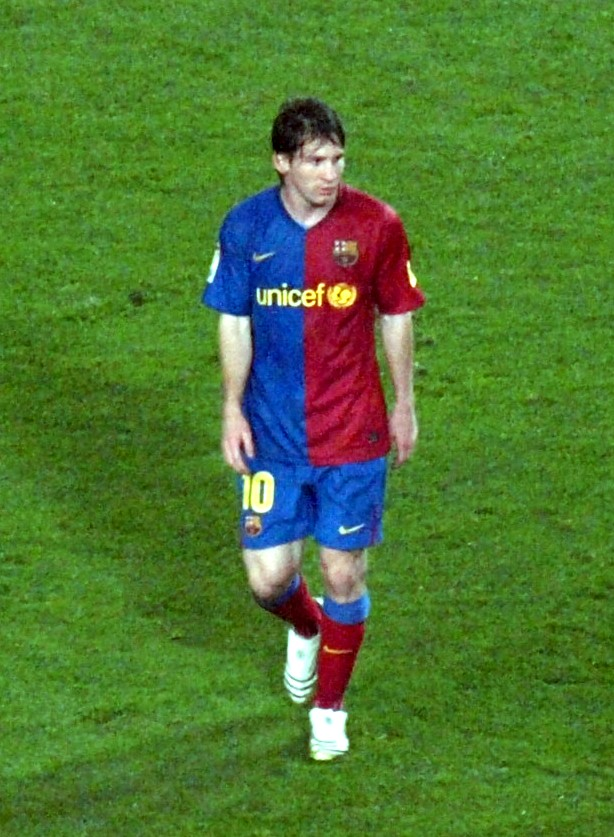
Lionel Messi, ganador del galardón.

El premio al Jugador Mundial de la FIFA 2009 fue la decimonovena entrega de este galardón, que  se llevó a cabo el 21 de diciembre de 2009 en el Teatro de Ópera de Zúrich, con la novedad de que para esta edición sólo habría cinco nominados. El argentino Lionel Messi del FC Barcelona logró alzarse con el premio; mientras que el astro portugués del Real Madrid, Cristiano Ronaldo se adjudicó el segundo puesto y por su parte el español Xavi Hernández del mismo club del ganador se quedó con el tercer lugar. Por segunda vez consecutiva, Kaká se queda con el cuarto lugar.

## Posiciones finales
| Puesto | Jugador           | Equipo       | Votos |
| ------ | ----------------- | ------------ | ----- |
| 1º     | Lionel Messi      | FC Barcelona | 1.073 |
| 2º     | Cristiano Ronaldo | Real Madrid  | 352   |
| 3º     | Xavi Hernández    | FC Barcelona | 196   |
| 4º     | Kaká              | Real Madrid  | 190   |
| 5º     | Andrés Iniesta    | FC Barcelona | 134   |